# Alastair Stout
Alastair Stout est un acteur britannique, originaire de Manchester.

## Biographie

### Carrière
En mai 2025, il a été choisi pour incarner Ron Weasley dans la prochaine série télévisée Harry Potter, diffusée sur HBO. Le tournage est prévu pour l'été 2025 et la diffusion à partir de fin 2026.
Il est apparu dans la campagne publicitaire d'Albert Bartlett pour la pomme de terre Jersey Royal.

## Filmographie

### Télévision
Séries télévisées
- 2027 : Harry Potter (série télévisée) : Ron Weasley